# Gossip (musikgrupp)
Gossip (tidigare The Gossip) var ett amerikanskt indierockband, bildat 1999 i Searcy, Arkansas och hade senare sin bas i Portland i Oregon. Bandet släppte en självbetitlad EP 2000 och efter att ha turnerat med White Stripes och Sleater-Kinney återvände de till studion och spelade in debutalbumet That's Not What I Heard som släpptes sent år 2000. Det var först med hitsingeln Standing in the Way of Control från albumet med samma namn som kom ut 2006, som bandet fick ett större genomslag.
Den öppet lesbiska sångerskan Beth Ditto har skaffat sig uppmärksamhet på grund av sina uttalanden om sin vikt och att vara öppen om sin homosexualitet. Efter att naken ha prytt omslaget till premiärnumret av den amerikanska tidskriften Love Magazine har hon framställts som en motvikt till tidens trådsmala utseendeideal.

## Medlemmar
Nuvarande medlemmar
- Beth Ditto - sång
- Brace Paine - gitarr
- Hannah Blilie - trummor

Tidigare medlemmar
- Kathy Mendonca - trummor (1999-2003)

## Diskografi

### Album
- 2000 – That's Not What I Heard
- 2003 – Movement
- 2003 – Undead in NYC
- 2005 – Standing in the Way of Control
- 2008 – Live in Liverpool
- 2009 – Music for Men
- 2012 – A Joyful Noise
- 2024 – Real Power

### EP:r
- 2000 – The Gossip
- 2002 – Arkansas Heat
- 2005 – Real Damage
- 2006 – GSSP RMX